# Cragia
Cragia is een geslacht van vlinders van de familie spinneruilen (Erebidae), uit de onderfamilie Arctiinae.

## Soorten
- C. adiastola (Kiriakoff, 1958)
- C. distigmata (Hampson, 1901)
- C. quadrinotata (Walker, 1864)